# Jan Vilém Libštejnský z Kolovrat
Jan Vilém Vojtěch hrabě Liebsteinský z Kolowrat (29. září 1624, Innsbruck – 31. května 1668, Brno) byl příslušník liebsteinské větve rodu Kolowratů, jednoho z nejstarších českých šlechtických rodů. Byl tridentský, pražský, brněnský, olomoucký kanovník a prelát. Císařem byl jmenován arcibiskupem pražským a velmistrem řádu Křižovníků s červenou hvězdou, zemřel však před svým potvrzením v Římě a před svou konsekrací. Je pochován v kryptě olomoucké katedrály svatého Václava.

## Rodina
Narodil se jako šesté z jedenácti dětí Albrechta Libštejnského z Kolovrat (1583–1648), zakladatele starší rychnovské větve rodu, říšského dvorního rady, císařského komořího, německého místokancléře a místodržícího v Českém království a jeho manželky Sabiny Viktorie, svobodné paní z Wolkenstein-Trostburgu (1596–1684).
V roce 1658 byl společně se svými bratry povýšen do říšského hraběcího stavu a o dva roky později i do českého.

## Studium a kariéra

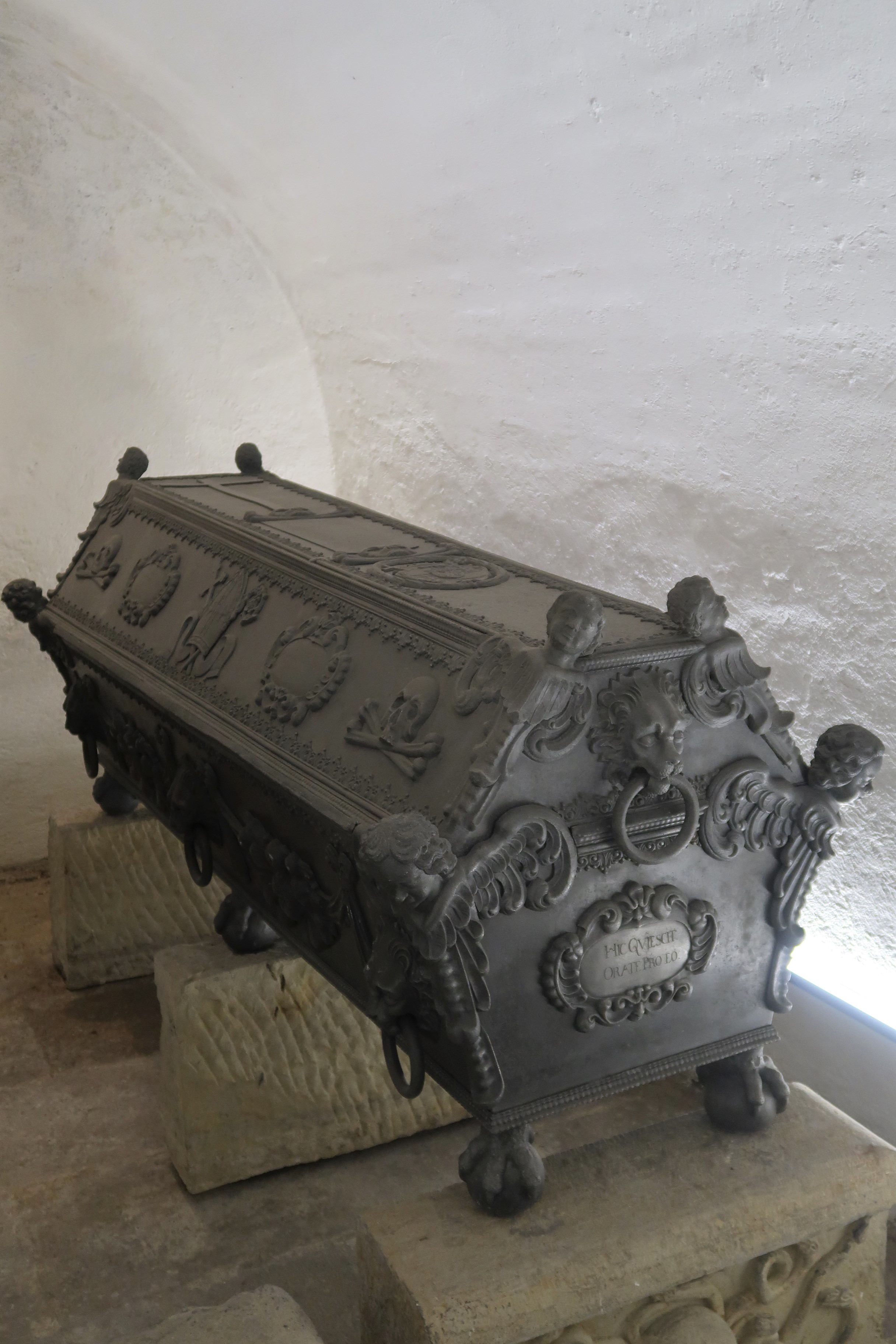
Rakev Jana Viléma Libštejnského z Kolovrat v kryptě olomoucké katedrály sv. Václava

Po studiu teologie v Římě se stal byl tridentským, pražským, brněnským a olomouckým kanovníkem a prelátem. V roce 1663 se stal prelátem arcijáhnem olomoucké kapituly a 6. prosince 1667 jej císař jmenoval do úřadu pražského arcibiskupa, jako nejvhodnějšího kandidáta po smrti jeho předchůdce kardinála Arnošta Vojtěcha z Harrachu. Řád křižovníků s červenou hvězdou ho poté 18. ledna 1668 přijal za svého velmistra a o deset dní později ho ve funkci potvrdil i papež Klement IX. Ještě začátkem února podepsal řádu křižovníků s červenou hvězdou tzv. capitulum a stal se posledním tzv. postulovaným velmistrem.
Úřadu pražského arcibiskupa se ale nestihl ujmout, protože ještě před svou intronizací zemřel ve věku 44 let během návštěvy u svého bratra v Brně. Pohřben byl v olomoucké katedrále sv. Václava a jeho srdce bylo na jeho přání uloženo v rodinné hrobce v Rychnově nad Kněžnou.